# Saison 2019-2020 de l'USM Alger
Maillots
Chronologie
Saison précédente Saison suivante
La saison 2019-2020 de l'USM Alger est la 40e saison du club en première division algérienne. L'équipe s'engage en Ligue 1, en Coupe d'Algérie et enfin en Coupe de la confédération. La saison est marquée par l'arrêt du championnat à partir du 15 mars après la propagation de la pandémie de Covid-19 en Algérie.
Le 29 juillet 2020, le bureau fédéral de la Fédération algérienne de football annonce la fin officielle du championnat et détermine le classement final en prenant en compte un indice de performance (ratio) selon le nombre de points marqués sur tous les matchs joués. Le CR Belouizdad est déclaré champion et la relégation est supprimée pour la saison 2019-2020.

## Résumé de la saison
Le 13 octobre, Les joueurs ont décidé de boycotter les entraînements et les matchs officiels car ils n'ont pas été payés depuis cinq mois, deux jours après que le responsable de la communication du club Amine Tirmane a remis sa démission sur la chaîne Dzaïr, un jour plus tard un fan a payé la somme de 500 000 dinars par joueur récompense remportée contre Gor Mahia et l'AS Aïn M'lila, Les joueurs décident alors de reprendre l'entraînement et disputent le match du CA Bordj Bou Arreridj le 23 octobre. Après une manifestation devant le siège du ministère de la Jeunesse et Le sport contre la situation difficile, a déclaré le ministre Raouf Salim Bernaoui aux supporters du club Il faut être patient.
Le 19 octobre, près de 5 000 supporters de l'USM Alger se sont rendus au siège de la Wilaya d'Alger pour protester contre la situation financière difficile du club et le libérer de la société ETRHB Haddad. Un jour après Mounir D'bichi a déclaré à France 24 qu'Al-Hayat Petroleum est une filiale d'ETRHB Haddad qui a également précisé que les dettes de l'équipe s'élèvent à 1 020 000 000 DA environ 8 millions d'euros. D'bichi a déclaré que l'ETRHB Haddad avait fourni 400 milliards de centimes depuis son arrivée, environ 23 millions d'euros. Le 22 octobre, Oussama Chita a repris l'entraînement avec ses coéquipiers après une longue absence en raison d'une grave blessure contractée par l'international algérien la saison dernière au genou.
Le 29 octobre 2019, les dirigeants de l'USM Alger ont annoncé dans un communiqué que le contrat de sponsoring avec Kia Al Djazair serait résilié à l'amiable et que le club récupérera toutes les créances impayées qui sont évaluées à près de 20 milliards de centimes (1,4 million €). le contrat avec l'Ifri ne sera pas non plus renouvelé par décision de l'entreprise. Le 5 novembre, l'administration de l'USM Alger a signé un contrat de sponsoring avec Serport spécialisé dans les services portuaires pour 16 milliards de centimes environ 1,2 million d'euros. L'administration de l'USM Alger pour reprendre ses droits dans l'affaire Darby, a fait appel de la décision arbitrale rendue par le Tribunal algérien pour le règlement des litiges sportifs dans l'affaire n° 92/19 opposant l'Union sportive de la médina d'Alger à la Fédération algérienne de football. et Ligue de football professionnel. Il s'agit de la réception de l'accusé de réception de l'appel du Tribunal arbitral du sport de Lausanne le 8 janvier 2020 et l'équipe a payé les frais d'enregistrement du dossier d'un montant de mille euros (1000 €) le matin du 9 janvier.

## Transferts

### Transferts estivaux
| Date       | Nom                     | Poste     | Transfert         | Provenance/Destination | Source |
| ---------- | ----------------------- | --------- | ----------------- | ---------------------- | ------ |
| Arrivées   |                         |           |                   |                        |        |
| 9 juin     | Anis Khemaissia         | Défenseur | Transfert gratuit | USM Annaba             | [ 12 ] |
| 22 juin    | Lyes Oukkal             | Défenseur | Transfert gratuit | NA Hussein Dey         | [ 13 ] |
| 30 juin    | Mehdi Benchikhoune      | Défenseur | Retour de prêt    | WA Tlemcen             |        |
| 30 juin    | Aymen Mahious           | Attaquant | Retour de prêt    | AS Aïn M'lila          |        |
| 1 juillet  | Taher Benkhelifa        | Milieu    | Prêt pour un an   | Paradou AC             | [ 14 ] |
| 2 juillet  | Zakaria Haddouche       | Attaquant | Transfert gratuit | MC Alger               | [ 15 ] |
| 6 juillet  | Karim Louanchi          | Attaquant | Transfert gratuit | USM Alger rés.         |        |
| 8 juillet  | Mustapha Kheiraoui      | Défenseur | Transfert gratuit | Amel Bou Saâda         | [ 16 ] |
| 13 juillet | Mohamed Walid Tiboutine | Défenseur | Transfert gratuit | JS Saoura              | [ 17 ] |
| 30 juillet | Adem Alilet             | Défenseur | Transfert gratuit | USM Alger rés.         |        |
| 31 juillet | Hichem Belkaroui        | Défenseur | Transfert gratuit | Al Raed                | [ 18 ] |
| 31 juillet | Adem Redjehimi          | Attaquant | Transfert gratuit | Afro Napoli United     | [ 19 ] |
| Départs    |                         |           |                   |                        |        |

### Transferts hivernaux
| Date     | Nom | Poste | Transfert | Provenance/Destination | Source |
| -------- | --- | ----- | --------- | ---------------------- | ------ |
| Arrivées |     |       |           |                        |        |
| Départs  |     |       |           |                        |        |

## Compétitions
| Sixième 32 points     | Phase de poules | Seizièmes de finale face à l'ASM Oran (1-0) |
| 9 V 5 N 7 D           | 4 V 3 N 3 D     | 1 V 0 N 1 D                                 |
| TOTAL : 14 V 8 N 11 D |                 |                                             |

### Championnat

#### Classement
| Rang | Équipe         | Pts | J  | G  | N | P | Bp | Bc | Diff | Qualification ou relégation                     |
| ---- | -------------- | --- | -- | -- | - | - | -- | -- | ---- | ----------------------------------------------- |
| 4    | JS Kabylie     | 36  | 22 | 10 | 6 | 6 | 27 | 18 | +9   | Qualification pour la Coupe de la confédération |
| 5    | CS Constantine | 34  | 22 | 9  | 7 | 6 | 32 | 23 | +9   |                                                 |
| 6    | USM Alger T    | 32  | 21 | 9  | 5 | 7 | 25 | 22 | +3   |                                                 |
| 7    | JS Saoura      | 33  | 22 | 9  | 6 | 7 | 19 | 18 | +1   |                                                 |
| 8    | AS Aïn M'lila  | 32  | 22 | 8  | 8 | 6 | 26 | 25 | +1   |                                                 |

#### Évolution du classement et des résultats
| Rang     | 2 | 6 | 4 | 5 | 2 | 2 | 3 | 3 | 3 | 3 | 3 | 2 | 2 | 2 | 2 | 3 | 3 | 3 | 7 | 8 | 9 | 6 | 0 |   |   |
| Résultat | G | N | G |   | G | G | D | G | G | N | D | G | N | G | D | D | D | N | D | D | N | G | — | — | — |

### Champions ligue de la CAF

#### Parcours en Champions ligue de la CAF

##### Phase de groupe
| Rang | Équipe            | Pts | J | G | N | P | Bp | Bc | Diff |  | Résultats (▼ dom., ► ext.) |     |     |     |     |
| ---- | ----------------- | --- | - | - | - | - | -- | -- | ---- |  | -------------------------- | --- | --- | --- | --- |
| 1    | Mamelodi Sundowns | 11  | 5 | 3 | 2 | 0 | 7  | 2  | +5   |  | Mamelodi Sundowns          | -   |     | 2-1 | 3-0 |
| 2    | Wydad AC          | 9   | 5 | 2 | 3 | 0 | 10 | 5  | +5   |  | Wydad AC                   |     | 0-0 | 3-1 | 4-1 |
| 3    | Petro Atlético    | 3   | 5 | 0 | 3 | 2 | 6  | 12 | -6   |  | Petro Atlético             | 2-2 | 2-2 | 1-1 |     |
| 4    | USM Alger         | 2   | 5 | 0 | 2 | 3 | 4  | 8  | -4   |  | USM Alger                  | 1-1 | 0-1 |     | -   |

## Joueurs et encadrement technique

### Statistiques individuelles
(Mis à jour le 14 mars 2020)
| Numéro | Nat. | Nom         | Championnat | Championnat | Championnat | Championnat  | Coupe d’Algérie | Coupe d’Algérie | Coupe d’Algérie | Coupe d’Algérie | Ligue des champions | Ligue des champions | Ligue des champions | Ligue des champions | Total | Total       | Total  | Total        |
| Numéro | Nat. | Nom         | M.j.        | But inscrit | Averti      | Carton rouge | M.j.            | But inscrit     | Averti          | Carton rouge    | M.j.                | But inscrit         | Averti              | Carton rouge        | M.j.  | But inscrit | Averti | Carton rouge |
| ------ | ---- | ----------- | ----------- | ----------- | ----------- | ------------ | --------------- | --------------- | --------------- | --------------- | ------------------- | ------------------- | ------------------- | ------------------- | ----- | ----------- | ------ | ------------ |
| 1      |      | Zemmamouche | 15          | -0          | 2           | 0            | 1               | -0              | 0               | 0               | 6                   | -0                  | 0                   | 0                   | 22    | -0          | 2      | 0            |
| 16     |      | Mansouri    | 5           | -0          | 0           | 0            | 1               | -0              | 0               | 0               | 4                   | -0                  | 1                   | 0                   | 10    | -0          | 1      | 0            |
| 30     |      | Sifour      | 1           | -0          | 0           | 0            | 0               | -0              | 0               | 0               | 0                   | -0                  | 0                   | 0                   | 1     | -0          | 0      | 0            |
|        |      |             |             |             |             |              |                 |                 |                 |                 |                     |                     |                     |                     |       |             |        |              |
| 3      |      | Hamra       | 16          | 1           | 0           | 1            | 0               | 0               | 0               | 0               | 8                   | 0                   | 3                   | 0                   | 24    | 1           | 3      | 1            |
| 4      |      | Kheiraoui   | 14          | 0           | 2           | 0            | 0               | 0               | 0               | 0               | 8                   | 0                   | 2                   | 0                   | 22    | 0           | 4      | 0            |
| 6      |      | Oukkal      | 9           | 0           | 1           | 1            | 1               | 0               | 0               | 0               | 4                   | 0                   | 0                   | 0                   | 14    | 0           | 1      | 1            |
| 19     |      | Cherifi     | 19          | 0           | 1           | 0            | 1               | 0               | 0               | 0               | 9                   | 0                   | 0                   | 0                   | 29    | 0           | 1      | 0            |
| 22     |      | Meftah      | 16          | 5           | 6           | 0            | 1               | 0               | 0               | 0               | 9                   | 3                   | 2                   | 0                   | 26    | 8           | 8      | 0            |
| 27     |      | Tiboutine   | 6           | 0           | 2           | 0            | 1               | 0               | 0               | 0               | 2                   | 0                   | 0                   | 0                   | 9     | 0           | 2      | 0            |
| 28     |      | Belkaroui   | 4           | 0           | 1           | 0            | 1               | 0               | 0               | 0               | 1                   | 0                   | 0                   | 0                   | 6     | 0           | 1      | 0            |
| 42     |      | Alilet      | 6           | 0           | 0           | 0            | 1               | 0               | 0               | 0               | 2                   | 0                   | 0                   | 0                   | 9     | 0           | 0      | 0            |
| 57     |      | Khemaissia  | 7           | 1           | 1           | 0            | 2               | 0               | 0               | 0               | 6                   | 0                   | 0                   | 0                   | 15    | 1           | 1      | 0            |
|        |      |             |             |             |             |              |                 |                 |                 |                 |                     |                     |                     |                     |       |             |        |              |
| 2      |      | Chita       | 6           | 0           | 0           | 0            | 2               | 0               | 0               | 0               | 2                   | 0                   | 0                   | 0                   | 10    | 0           | 0      | 0            |
| 7      |      | Yaiche      | 5           | 0           | 1           | 0            | 1               | 0               | 0               | 0               | 0                   | 0                   | 0                   | 0                   | 6     | 0           | 1      | 0            |
| 8      |      | Belarbi     | 7           | 0           | 0           | 0            | 1               | 0               | 0               | 0               | 6                   | 0                   | 0                   | 0                   | 14    | 0           | 0      | 0            |
| 10     |      | Ellafi      | 18          | 1           | 0           | 0            | 1               | 0               | 0               | 0               | 6                   | 1                   | 1                   | 0                   | 25    | 2           | 1      | 0            |
| 17     |      | Benkhelifa  | 18          | 1           | 3           | 0            | 1               | 0               | 0               | 0               | 7                   | 0                   | 1                   | 0                   | 26    | 1           | 4      | 0            |
| 23     |      | Koudri      | 17          | 1           | 4           | 0            | 2               | 0               | 2               | 0               | 8                   | 0                   | 2                   | 0                   | 27    | 1           | 8      | 0            |
| 24     |      | Benkhemassa | 1           | 0           | 0           | 1            | 0               | 0               | 0               | 0               | 0                   | 0                   | 0                   | 0                   | 1     | 0           | 0      | 1            |
| 25     |      | Boumechra   | 9           | 1           | 1           | 0            | 0               | 0               | 0               | 0               | 0                   | 0                   | 0                   | 0                   | 9     | 1           | 1      | 0            |
| 26     |      | Benhammouda | 14          | 2           | 2           | 0            | 2               | 1               | 1               | 0               | 8                   | 0                   | 0                   | 0                   | 24    | 3           | 3      | 0            |
|        |      |             |             |             |             |              |                 |                 |                 |                 |                     |                     |                     |                     |       |             |        |              |
| 7      |      | Haddouche   | 6           | 0           | 0           | 0            | 0               | 0               | 0               | 0               | 3                   | 0                   | 0                   | 0                   | 9     | 0           | 0      | 0            |
| 9      |      | Benchaâ     | 12          | 1           | 2           | 0            | 1               | 0               | 0               | 0               | 7                   | 5                   | 2                   | 0                   | 20    | 6           | 4      | 0            |
| 11     |      | Zouari      | 20          | 7           | 3           | 0            | 0               | 0               | 0               | 0               | 7                   | 1                   | 0                   | 0                   | 27    | 8           | 3      | 0            |
| 15     |      | Ardji       | 14          | 0           | 1           | 0            | 2               | 1               | 1               | 0               | 8                   | 2                   | 1                   | 0                   | 24    | 3           | 3      | 0            |
| 18     |      | Mahious     | 20          | 4           | 5           | 0            | 2               | 3               | 0               | 0               | 10                  | 5                   | 0                   | 0                   | 32    | 12          | 5      | 0            |
| 20     |      | Redjehimi   | 3           | 0           | 1           | 0            | 1               | 1               | 0               | 0               | 2                   | 0                   | 0                   | 0                   | 6     | 1           | 1      | 0            |